# 西見祥示郎
西見 祥示郎（にしみ しょうじろう、1965年1月28日 - ）は、日本のアニメーター、アニメーション演出家。福岡県出身。

## 来歴・人物
1986年、テレコム・アニメーションフィルムに入社。2003年よりフリーランスになり、STUDIO 4℃等を中心に様々な作品に参加する。アマチュア時代に描いたイラストが森本晃司などクリエイターたちに話題となった。
実写映画『下妻物語』ではアニメーションパート監督、アニメーション映画『鉄コン筋クリート』ではキャラクターデザイン、総作画監督、ストーリーボード（共同）、原画を手がけた。
スコッチウィスキーのブランド、ジョニーウォーカーがその精神を元にスタートさせたKEEP WALKING THEATREプロジェクトで、2012年1月にショートムービーの公開が予定されている。

## 参加作品

### テレビ
- 1988年 それいけ!アンパンマン（動画）
- 1991年 わたしとわたし ふたりのロッテ（原画）
- 1995年 バーチャファイター（原画）
- 1998年 The New Batman Adventures（キャラクターデザイン共同、原画）
- 1999年 モンスターファーム～円盤石の秘密～（原画、作画監督）
- 1999年 スーパーマン（作画監督）
- 2000年 サイバーシックス （作画監督）
- 2000年 メダロット魂（原画）
- 2000年 機巧奇傳ヒヲウ戦記（原画）
- 2001年 パタパタ飛行船の冒険（原画）
- 2002年 ぴたテン（原画）
- 2002年 花田少年史（原画）
- 2003年 ソニックX（原画）
- 2003年 はじめの一歩 Champion Road（原画）
- 2017年 戦隊ヒーロー スキヤキフォース -ぐんまの平和を願うシーズン-（キャラクター原案）
- 2025年 クレヨンしんちゃん（絵コンテ・原画）

### OVA
- 1991年 おざなりダンジョン 風の塔（原画）
- 2007年 アニ＊クリ15 「宇宙人襲来 ヒロシの場合」（原作、監督、キャラクターデザイン、原画）
- 2008年 バットマン ゴッサムナイト「俺たちのスゴい話」（監督、作画監督、原画）
- 2023年 火の鳥 エデンの宙（監督）

### アニメーション映画
- 1988年 AKIRA（動画）
- 1990年 おじさん改造講座（動画）
- 1987年 ルパン三世 風魔一族の陰謀（動画）
- 1995年 ルパン三世 くたばれ!ノストラダムス（原画）
- 1998年 名探偵コナン 14番目の標的（原画）
- 2002年 犬夜叉 鏡の中の夢幻城（原画）
- 2004年 マインド・ゲーム（原画）
- 2006年 鉄コン筋クリート（キャラクターデザイン、総作画監督、ストーリーボード共同、原画）
- 2007年 Genius Party（原画）
- 2008年 Genius Party Beyond「GALA」（原画）
- 2018年 ムタフカズ -MUTAFUKAZ-
- 2025年 クレヨンしんちゃん 超華麗!灼熱のカスカベダンサーズ（原画）

### 実写映画
- 2004年 下妻物語（アニメーションパート）
- 2008年 鈍獣（アニメーションパート・キャラクターデザイン）
- 2009年 少年メリケンサック（アニメーションパート監督）

### PV
- 2007年 m-flo loves DOPING PANDA「she loves the CREAM -Amazing Nuts! Ver.-」（ストーリーボード協力）

### ゲーム
- 2004年 ガチャメカスタジアム サルバト～レ（ムービー監督）
- 2010年 .hack//Link（オープニングアニメーション監督、キャラクターデザイン、作画監督）
- 2011年 キャサリン（アニメーションパート・ストーリーボード）
- 2012年 アスラズラース 第11.5話「あの力はまずい」（原画）

### その他
- edge - a collection of painitngs -（TOブックス、2007年06月）ISBN 978-4990174811 ※イラスト寄稿
- KEEP WALKING THEATRE 「春は来る」（監督・脚本・キャラクターデザイン）
- 火曜曲!（オープニングディレクター、タイトルロゴ）

## 出演

### ラジオ
- 2007年 エフエム芸術道場 ※ゲストが西見祥示郎と久保まさひこ。

vol.86_01
vol.86_02

## 参考資料
季刊エス 5号（飛鳥新社、2003年12月）※西見祥示郎と森本晃司の対談